# Henry Akin
Henry T. Akin (Detroit, 31 luglio 1944 – Kirkland, 16 febbraio 2020) è stato un cestista statunitense, professionista nella NBA e nella ABA.

## Carriera
Venne selezionato dai New York Knicks al secondo giro del Draft NBA 1966 (11ª scelta assoluta).